# Sphenomorphus woodfordi
Sphenomorphus woodfordi är en ödleart som beskrevs av  George Albert Boulenger 1887. Sphenomorphus woodfordi ingår i släktet Sphenomorphus och familjen skinkar. Inga underarter finns listade i Catalogue of Life.